# إسماعيل صفا
إسماعيل صفا (ولد في مكة في 21 مارس 1867م، وتوفي في 24 مارس 1901م في سيواس) وهو شاعر، وكاتب وناقد، ووالد الأديب المعروف بيامى صفا. في البداية كتب أشعار ومقالات باسم مستعار هو «كامل».

## حياته
إسماعيل صفا من شعراء القرن التاسع عشر، وهو من الجيل الذي جاء بين فترتي «التنظيمات»، و«أدب ثروت فنون». جده إسماعيل أفندي تاجر من طرابزون، ووالده هو محمد بهجت أفندي قد سبق وكتب أشعار. وإسماعيل صفا الذي تمتد قرابته للشيخ آق شمس الدين معلم السلطان محمد الفاتح من ناحية الأم ولد في مكة المكرمة في عام 1867م أثناء أداء والده لوظيفته هناك.
فقد والدته وهو في سن السادسة، ووالده وهو في سن الحادية عشرة في عام 1878م، وصل مع إخوته من مكة المكرمة إلى إسطنبول بمساعدة كبراء عائلته، والتحق مع إخوته الكبار أحمد وفاء (1869-1901)، وعلي كامل آق يوز (1871-1945) بدار الشفقة، على الرغم من أنه طالب ناجح في المدرسة، إلا أنه تعرض في هذه السنوات لأزمات نفسية عميقة نظراً لحزنه على يتمه من جانب ولتحمله لمسؤولية أخوته من جانب آخر، مما كان سبباً في أنه عاش في حزن وضيق في تلك السنوات.
وبعدما أنهى مرحلة «دار الشفقة» في عام 1886 التحق بوظيفة في وزارة الأوقاف. وبعد فترة قليلة أصبح موظفاً في هيئة التلغراف بإسطنبول. وفي عام 1887 أصبح مدرساً لمادة الأدب لطلاب السنة النهائية في مدرسة «الملكية الأعدادية» ثم أعقبها وظيفته في عام 1890 في دائرة المجلس. وقد ماتت في هذه الفترة زوجته الأولى رفيقة هانم بمرض السل في عام 1893 وتركت في الشاعر حزن عميق.
وبعدها مباشرة تعرضت زوجته الثانية لنفس المرض في عام 1895، واقترح الأطباء أن تذهب لتغير هواء في «ميديللي»، وعادوا إلى إسطنبول عندما شعروا بأن صحتها تحسنت.
إسماعيل صفا الذي يعد أحد مثقفي هذه الفترة، قد أخذ إلى الجبهة بضغوط من السلطان عبد الحميد الثاني. وقد عقد اجتماعات كثيرة مع أصدقاء له يحملون نفس الآراء الفكرية مثل عبيد الله بك، حسين سيرت، توفيق فكرت، وعبد الله جودت. وقد أحدثت أشعار مثل «انهض أيها الشعب»، و«السلطان حميد» التي كتبها في هذه الأيام، ردود فعل كبير ضده وجعلته هو وأصدقائه مراقبين من قبل إدارة الدولة.
وفي النهاية انتقل لوظيفة في سيواس أشبه بالمنفى في 29 أبريل 1900. والشاعر فوق أزماته التي أصابته من جراء هذه العيشة، فقد ابنتيه سلمى وعلوية في فترات قصيرة. وحاول أن يخفف من آلامه ويهون على نفسه في أبنائه سلامي من زوجته الأولى وإلهامي وبيامى من زوجته الثانية.
وقد أسهمت هذه الأزمات في أن يهاجمه المرض من جديد، مما أدى إلى وفاته في سيواس في 24 مارس 1901. ودفن في مقابر الغرباء. إلا أنه في السنوات التالية وبجهود من ضيا بشار الذي كان نائب أمه في سيواس فترة، قد نقل جثمانه من مقابر الغرباء، ووضعه في مقبرة جامع الباشا. إلا أنه بأتخاذ قرار بهدم مقبرة جامع الباشا، تم أخذ جثمانه من المقبرة بجهود العالم أفلاطون جم جوناي، ودفن في مقبرة جامع علي آغا.

## أعماله

### أعماله الشعرية
- سنوحات (1889م).
- خذ ما صفا (1891م).
- معذورة سوداء 1891م.
- زيارة مولد بدر (1895).
- منسيات (1896).
- حسيات (بعد وفاته 1912م).
- أنتقاء – حقك تحميس (بعد وفاته 1912م).

### كتب النقد الأدبي
- ملاحظات أدبية (1897م).
- محاكمات أدبية (بعد وفاته1913م).

### كتب مترجمة
- وهملي سودالر (مترجم بالاشترك مع أحمد وفاء أخوة، عن ايمانوال جونزالا).